# Arpophyllum giganteum subsp. medium
Arpophyllum giganteum subsp. medium es una subespecie de orquídea epifita de la especie Arpophyllum giganteum. Es originaria de Centroamérica. 

## Distribución y hábitat
Se distribuye por México, Costa Rica, El Salvador, Guatemala y  en Nicaragua donde es común en las selvas nubosas de la zonas norcentral y del Pacífico en alturas de 1300–1700 metros. La floración se produce en ene–mar.

## Descripción
Es una orquídea epifita que alcanza los  60 cm de altura. Tine la hoja linear-ligulada, de 30 cm de largo y 2.5 cm de ancho, coriácea. La inflorescencia es corta de 6 cm de largo y 3 cm de ancho, multiflora, con espata comprimida de 7.5 cm de largo, café, raquis cubierto de tricomas negros, las brácteas florales  de hasta 3 mm de largo, acuminadas, las flores de color rosado pálido; los sépalos con el ápice encorvado, con 3-nervios, el dorsal de 6.2 mm de largo y 3 mm de ancho, los laterales de 8 mm de largo y 3.4 mm de ancho; los pétalos de 6 mm de largo y 1.6 mm de ancho; el labelo de 9 mm de largo y 5 mm de ancho, lámina orbicular a elíptica, los bordes erosos y conspicuamente crenulados, encorvados en la base sacciforme; columna de 4 mm de largo; el ovario 10 mm de largo.

## Sinónimos
- Arpophyllum medium Rchb.f. (1866).[1]